# Justicia chamaeranthemodes
Justicia chamaeranthemodes är en akantusväxtart som först beskrevs av Carl Ernst Otto Kuntze, och fick sitt nu gällande namn av T.F. Daniel. Justicia chamaeranthemodes ingår i släktet Justicia och familjen akantusväxter. Inga underarter finns listade i Catalogue of Life.